# Darkest White
| Críticas profissionais | Críticas profissionais |
| Avaliações da crítica  | Avaliações da crítica  |
| Fonte                  | Avaliação              |
| ---------------------- | ---------------------- |
| About.com              | [ 1 ]                  |
| Metal Hammer           | [ 2 ]                  |
| Metal Storm            | [ 3 ]                  |
| Sputnikmusic           | [ 4 ]                  |

Darkest White é o sétimo álbum de estúdio da banda Tristania
e foi lançado dia 31 de maio de 2013 pela gravadora Napalm Records.

## Pré-produção e desenvolvimento
As demos que deram origem ao novo álbum foram produzidas entre junho e setembro de 2012.
Em seguida, a banda passou a fazer por conta própria alguns reajustes e estes foram realizados no apartamento do baixista Ole, entre setembro de dezembro de 2012.
Em janeiro de 2013 a banda divulgou em nota no seu site oficial que havia entrado em estúdio para fazer a gravação definitiva do álbum e terminou-o logo no começo de fevereiro; foi o álbum que a banda demorou menos tempo para gravar.
Nesse meio tempo, a banda chegou a postar no YouTube um trecho de uma demo intitulada Darkest White, canção que futuramente viria a nomear o álbum.
No começo de abril a banda divulgou o título de todas as faixas do álbum e, desde então, passaram a divulgar cada vez mais informações sobre o mesmo.

### Divulgação na internet
As redes sociais tiveram um papel decisivo no processo de divulgação desse álbum, visto que a maioria das informações relacionadas a ele foram divulgadas nos perfis que a banda possui pela internet, em especial o facebook e o instagram.
Dia 17 de abril de 2013, quando a banda divulgou um sample da faixa Himmelfall, eles disseram que se o link de divulgação dessa notícia no facebook recebesse mais de 200 compartilhamentos até o dia 22 de abril eles iriam divulgar uma música inteira nesse dia. E, como o link em questão recebeu mais de 300 compartilhamentos até a data proposta, a banda disponibilizou na integra uma das canções do álbum, a faixa-título Darkest White.
O guitarrista Anders também postou extensos relatórios no site oficial da banda falando sobre o processo de criação do disco.
Foram ao todo quatro postagens abordando a produção de Darkest White em detalhes, desde quais músicas foram terminadas primeiro (como Requiem e Diagnosis), quais experimentos a banda fez para esse álbum em especial (Darkest White foi o primeiro álbum do Tristania em que nenhum violão foi usado, por exemplo)
e até mesmo quais bandas serviram de influencia nas novas canções (Anders citou Sigur Rós, Solefald e Kiss).

## Faixas
| N.º | Título                                                        | Duração |  |
| 1.  | "Number"                                                      | 4:45    |  |
| 2.  | "Darkest White"                                               | 3:25    |  |
| 3.  | "Himmelfall"                                                  | 5:48    |  |
| 4.  | "Requiem"                                                     | 5:29    |  |
| 5.  | "Diagnosis"                                                   | 5:02    |  |
| 6.  | "Scarling"                                                    | 5:18    |  |
| 7.  | "Night on Earth"                                              | 3:36    |  |
| 8.  | "Cathedral (Faixa bônus. Presente apenas na versão digipack)" | 3:31    |  |
| 9.  | "Lavander"                                                    | 5:11    |  |
| 10. | "Cypher"                                                      | 5:43    |  |
| 11. | "Arteries"                                                    | 4:11    |  |

## Integrantes
- Mariangela Demurtas -Vocais
- Kjetil Nordhus – Vocais
- Anders H. Hidle – Guitarra, Vocal gutural
- Einar Moen – teclado, Piano
- Ole Vistnes – Baixo, Vocal gutural nas faixas 4, 5, 9 e 11
- Gyri S. Losnegaard – Guitarra
- Tarald Lie Jr. – bateria